# Robert Ibertsberger
Robert Ibertsberger (ur. 20 stycznia 1977 w Neumarkt am Wallersee) – austriacki piłkarz grający na pozycji obrońcy. W swojej karierze rozegrał 8 meczów w reprezentacji Austrii.

## Kariera klubowa
Swoją karierę piłkarską Ibertsberger rozpoczynał w amatorskich klubach FC Puch, BNZ Salzburg i SV Seekirchen. Następnie został zawodnikiem Austrii Salzburg. W austriackiej Bundeslidze w barwach Austrii zadebiutował 16 sierpnia 1996 roku w zremisowanym 1:1 domowym meczu z LASK Linz. W debiutanckim sezonie wywalczył z Austrią tytuł mistrza Austrii. W Austrii grał do końca 1999 roku.
Na początku 2000 roku Ibertsberger przeszedł do AC Venezia. W Serie A zadebiutował 26 lutego 2000 w przegranym 0:4 wyjazdowym spotkaniu z Interem Mediolan. W klubie z Wenecji rozegrał 4 mecze i spadł z nim do Serie B.
Latem 2000 Ibertsberger wrócił do Austrii i został zawodnikiem Sturmu Graz. Swój debiut w nim zanotował 1 października 2000 w wygranym 2:1 wyjazdowym meczu z Austrią Wiedeń. W Sturmie grał przez rok.
W 2001 roku Ibertsberger przeszedł do Tirolu Innsbruck, w którym swój debiut zaliczył 10 lipca 2001 w wyjazdowym meczu z Grazerem AK (2:0). W sezonie 2001/2002 wywalczył z Tirolem mistrzostwo Austrii.
W 2002 roku Ibertsberger ponownie został zawodnikiem AC Venezia. W 2003 roku przeszedł do SC Untersiebenbrunn. W 2004 roku zakończył w nim swoją karierę.
| Sezon   | Klub                | Kraj    | Rozgrywki  | Mecze | Bramki |
| ------- | ------------------- | ------- | ---------- | ----- | ------ |
| 1996/97 | Austria Salzburg    | Austria | Bundesliga | 19    | 3      |
| 1997/98 | Austria Salzburg    | Austria | Bundesliga | 28    | 0      |
| 1998/99 | Austria Salzburg    | Austria | Bundesliga | 3     | 0      |
| 1999/00 | Austria Salzburg    | Austria | Bundesliga | 4     | 0      |
| 1999/00 | AC Venezia          | Włochy  | Serie A    | 4     | 0      |
| 2000/01 | Sturm Graz          | Austria | Bundesliga | 22    | 0      |
| 2001/02 | Tirol Innsbruck     | Austria | Bundesliga | 14    | 0      |
| 2002/03 | AC Venezia          | Włochy  | Serie B    | ?     | ?      |
| 2003/04 | SC Untersiebenbrunn | Austria | Erste Liga | 7     | 0      |

## Kariera reprezentacyjna
W reprezentacji Austrii Ibertsberger zadebiutował 18 sierpnia 1999 w zremisowanym 0:0 towarzyskim meczu ze Szwecją, rozegranym w Malmö. Od 1999 do 2001 roku rozegrał w kadrze narodowej 8 spotkań.